# Duchessa di Curlandia

## Duchesse di Curlandia e Semigallia

### Kettler (1561–1737)
| Immagine | Nome                                       | Padre                                                        | Nascita           | Matrimonio        | Diventò Duchessa                  | Cessò di essere Duchessa               | Morte            | Consorte           |
| -------- | ------------------------------------------ | ------------------------------------------------------------ | ----------------- | ----------------- | --------------------------------- | -------------------------------------- | ---------------- | ------------------ |
|          | Anna di Meclemburgo                        | Alberto VII, Duca di Meclemburgo (Meclemburgo)               | 14 ottobre 1533   | 3 novembre 1566   | 3 novembre 1566                   | 17 maggio 1587 morte del marito        | 4 luglio 1602    | Gottardo           |
|          | Elisabetta Maddalena di Pomerania          | Ernesto Luigi, Duca di Pomerania (Greifen)                   | 14 giugno 1580    | 14 marzo 1600     | 14 marzo 1600                     | 17 agosto 1642 desposizione del marito | 23 febbraio 1649 | Federico           |
|          | Sofia di Prussia                           | Alberto Federico, Duca di Prussia (Hohenzollern)             | 31 marzo 1582     | 22 ottobre 1609   | 22 ottobre 1609                   | 4 dicembre 1610                        | 4 dicembre 1610  | Guglielmo          |
|          | Luisa Carlotta di Brandeburgo              | Giorgio Guglielmo, Elettore di Brandeburgo (Hohenzollern)    | 13 settembre 1617 | 9 ottobre 1645    | 9 ottobre 1645                    | 29 agosto 1676                         | 29 agosto 1676   | Giacomo            |
|          | Sofia Amalia di Nassau-Siegen              | Enrico II, Conte di Nassau-Siegen (Nassau-Siegen)            | 10 gennaio 1650   | 25 ottobre 1675   | 1º gennaio 1682 ascesa del marito | 25 December 1688                       | 25 December 1688 | Federico Casimiro  |
|          | Elisabetta Sofia di Brandeburgo            | Federico Guglielmo I, Elettore di Brandeburgo (Hohenzollern) | 5 aprile 1674     | 29 aprile 1691    | 29 aprile 1691                    | 22 gennaio 1698 morte del marito       | 22 novembre 1748 | Federico Casimiro  |
|          | Anna Ivanovna di Russia                    | Ivan V di Russia (Romanov)                                   | 7 febbraio 1693   | 11 novembre 1710  | 11 novembre 1710                  | 21 gennaio 1711 morte del marito       | 28 ottobre 1740  | Federico Guglielmo |
|          | Giovanna Maddalena di Sassonia-Weissenfels | Giovanni Giorgio, Duca di Sassonia-Weissenfels (Wettin)      | 17 marzo 1708     | 20 settembre 1730 | 20 settembre 1730                 | 4 maggio 1737 morte del marito         | 25 gennaio 1760  | Ferdinando         |

### Biron (1737–1740)
| Immagine | Nome                                   | Padre                                             | Nascita         | Matrimonio       | Diventò Duchessa                | Cessò di essere Duchessa         | Morte           | Consorte         |
| -------- | -------------------------------------- | ------------------------------------------------- | --------------- | ---------------- | ------------------------------- | -------------------------------- | --------------- | ---------------- |
|          | Benigna Gottlieb von Trotha gt Treyden | Wilhelm von Trotha gt Treyden (Trotha gt Treyden) | 15 ottobre 1703 | 25 febbraio 1723 | giugno 1737 elezione del marito | 19 novembre 1740 marito esiliato | 5 novembre 1782 | Ernesto Giovanni |

- Concilio del Duca, 1740–58

### Wettin (1758–1763)
- Nessuno, sebbene Carlo di Sassonia fu morganaticamente sposato con la contessa polacca Franciszka von Corvin-Krasińska.

### Biron (1763–1795)
| Immagine | Nome                                   | Padre                                                            | Nascita         | Matrimonio       | Diventò Duchessa           | Cessò di essere Duchessa     | Morte           | Consorte         |
| -------- | -------------------------------------- | ---------------------------------------------------------------- | --------------- | ---------------- | -------------------------- | ---------------------------- | --------------- | ---------------- |
|          | Benigna Gottlieb von Trotha gt Treyden | Wilhelm von Trotha gt Treyden (Trotha gt Treyden)                | 15 ottobre 1703 | 25 febbraio 1723 | 1763 ripristino del marito | 1769 abdicazione del marito  | 5 novembre 1782 | Ernesto Giovanni |
|          | Carolina di Waldeck e Pyrmont          | Carlo Augusto, Principe di Waldeck e Pyrmont (Waldeck e Pyrmont) | 14 agosto 1748  | 15 ottobre 1765  | 1769 ripristino del marito | 1772 divorzio                | 18 agosto 1782  | Pietro           |
|          | Evdokija Borisovna Jusupova            | Principe Boris Grigor'evič Jusupov (Jusupov)                     | 16 maggio 1743  | 6 marzo 1774     | 6 marzo 1774               | 1778 divorzio                | 19 luglio 1780  | Pietro           |
|          | Dorothea von Medem                     | Friedrich von Medem (Medem)                                      | 3 febbraio 1761 | 6 novembre 1779  | 6 novembre 1779            | 28 marzo 1795 Ducato abolito | 20 agosto 1821  | Pietro           |